# Шахта «Тернівська» (Донбас)
ДВАТ "Шахта «Тернівська». Входить до ДХК «Павлоградвугілля». Розташована у місті Тернівка, Дніпропетровської області.
Стала до ладу у 1964 р. з проектною виробничою потужністю 900 тис. т вугілля на рік. Фактичний видобуток 2996/1794 т/добу (1990/1999). У 2003 р. видобуто 621 тис. т вугілля. Максимальна глибина робіт 265 м.
Протяжність підземних виробок 96,5/85,1 км (1990/1999). Шахта розробляє пласти вугілля с8, с6, с5, с4 потужністю 0,78-1,6 м. Кути падіння пластів 0-3°.
Пласти небезпечні щодо вибуху вугільного пилу. Кількість діючих очисних вибоїв 5/4, підготовчих 11/8 (1990/1999). В очисних вибоях використовуються механізовані комплекси КД-80, у підготовчих — комбайни ГПКС та ін.
Кількість працюючих: 2604/2940 осіб, з них підземних 1563/1673 осіб (1990/1999).
Шахта нарощує видобуток вугілля. З 2001 р. до 2010 р. на шахті буде виконано розкриття і підготовка пластів блоку № 2, розкриття і підготовка пласта с8н західного крила блоку.
Адреса: 51500, м. Тернівка, Дніпропетровської обл.